# Postislamisme
El postislamisme és un neologisme de les ciències polítiques, que s'usa per explicar una nova situació social i política que es manifesta en diversos països amb governs islàmics. Aquests canvis s'aprecien sobretot a l'Iran i Egipte. Asef Bayat i Olivier Roy es troben entre els principals artífexs de la idea.
El terme ha estat utilitzat per Bayat per referir-se a "una tendència" a la resecularització de l'islam després de l'"esgotament" de l'islam polític. Olivier Carré s'hi refereix com una època premoderna de la història islàmica on els àmbits polític-militar i religiós estan separats. Olivier Roy considera que l'aparició del terme reconeix com malgrat repetits esforços els islamistes no han aconseguit establir un "pla concret i viable per a la societat".

## Concepte
El terme va ser encunyat pel sociòleg polític iranià Asef Bayat, aleshores professor associat de sociologia a la Universitat Americana del Caire en un assaig de 1996 publicat a la revista Middle East Critique.
Bayat ho va explicar com "una condició on, després d'una fase d'experimentació, l'atractiu, l'energia, els símbols i les fonts de legitimitat de l'islamisme s'esgoten, fins i tot entre els seus entusiastes partidaris. Com a tal, el postislamisme no és antiislàmic, sinó que reflecteix una tendència a resecularitzar la religió". Originalment, només pertanyia a l'Iran, on "el postislamisme s'expressa en la idea de fusió entre l'islam (com a fe personalitzada) i la llibertat i elecció individuals; i el postislamisme s'associa amb els valors de la democràcia i aspectes de la modernitat". En aquest context, el prefix post- no té una connotació històrica, sinó que fa referència a l'allunyament crític del discurs islamista. Bayat va assenyalar més tard el 2007 que el postislamisme és alhora una "condició" i un "projecte".
El polític francès Olivier Carré va utilitzar el terme l'any 1991 des d'una perspectiva diferent, per descriure el període entre els segles x i xix, quan tant l'islam xiïta com l'islam sunnita "va separar l'àmbit polític-militar de l'àmbit religiós, tant teòricament com a la pràctica".
"Islamisme postmodern" i "Islamisme New Age" són altres termes utilitzats indistintament.
Olivier Roy va argumentar a Globalized Islam: The Search for a New Ummah l'any 2004 que "els islamistes d'arreu del món" havien estat incapaços de "traduir la seva ideologia en un model concret i viable per a la societat", portant el "discurs musulmà" a entrar en "una nova fase del postislamisme".

## Casos
A l'Iran, els reformistes i el grup conegut com els Melli-Mazhabi (que estan ideològicament propers al Moviment per la Llibertat) es descriuen com a postislamistes.
L'arribada dels partits moderats al Partit Al-Wasat a Egipte, així com el Partit de la Justícia i el Desenvolupament al Marroc tenia semblava tenir relació amb l'aparició del postislamisme, però els estudiosos van rebutjar que es qualifiquessin de tals. Una caracterització similar s'aplica al Partit Islàmic de Malàisia (PAS).
Un document del Lowy Institute for International Policy de 2008 suggereix que el Partit de la Justícia Pròspera d'Indonèsia i el Partit de la Justícia i el Desenvolupament (AKP) de Turquia són post-islamistes. Segons Ahmet T. Kuru i Alfred Stepan (2012), molts analistes consideren que l'AKP turc és un exemple de postislamisme, semblant als partits demòcrates cristians, però islàmic. Tanmateix, alguns estudiosos com Bassam Tibi ho disputen. İhsan Yılmaz argumenta que la ideologia del partit després de 2011 és diferent de la d'entre 2001 i 2011.
La idea ha estat utilitzada per descriure l'«evolució ideològica» dins l'Ennahda de Tunísia.